# Geocoridae
Geocoridae е семейство малки, предимно хищни дървеници. Описани са около 300 вида в световен мащаб, от които 6 вида се срещат в България (всички от род Geocoris).

## Описание
Малки дървеници с дължина 3÷5 mm. Главата е широка. Горната повърхност обикновено е ясно точкувана. Особено характерни са големите бъбрековидни очи, които обикновено са издължени назад, продължавайки зад ръба на преднегръба. Характерно е и разположението на коремните дихалца – тези на сегменти 2÷4 са отгоре, а тези на сегменти 5÷7 са отдолу (изключение е австралийското подсем. Australocorinae).

## Биология
Представителите на подсем. Geocorinae са хищни – това включва повечето представители на семейството, включително всички български видове. За останалите са предполага, че са растителноядни, вероятно зърноядни.

## Систематика

### История
До скоро, семейството е било третирано като подсем. Geocorinae поставяно в семейство Lygaeidae. Съвременната класификация го издига в ранг семейство, като част от надсем. Lygaeoidea.
Geocoridae се разделя на пет подсемейства:
| Подсемейство    | Видове | Разпространение |
| --------------- | ------ | --------------- |
| Australocorinae | 3      | Австралия       |
| Bledionotinae   | 1      | Близкия изток   |
| Geocorinae      | ~230   |                 |
| Henestarinae    | 14     |                 |
| Pamphantinae    | ~50    |                 |

## Видове в България
В България са установени 7 вида, всички от род Geocoris:
- Geocoris ater (Fabricius, 1787)
- Geocoris grylloides (Linnaeus, 1761)
- Geocoris lineola (Rambur, 1839)
- Geocoris megacephalus (Rossi, 1790)
- Geocoris pallidipennis (A. Costa, 1843)
- Geocoris pubescens (Jakovlev, 1871)
- Geocoris erythrocephalus (Lepeletier & Serville, 1825)